# Rev Group
Rev Group, Inc., av företaget skrivet REV Group, tidigare Allied Specialty Vehicles, är en amerikansk fordonstillverkare som tillverkar ambulanser, brandfordon, bussar, husbilar och andra nyttofordon. Företaget har verksamheter främst i Kanada och USA.
Företaget grundades 2010 som Allied Specialty Vehicles av riskkapitalbolaget American Industrial Partners (AIP) efter att AIP hade fusionerat dotterbolagen Collins Industries (ambulanser och bussar), E-One (brandfordon), Fleetwood Enterprises (husbilar) och Halcore Group (räddnings- och utryckningsfordon) till att vara ett enda företag. Fem år senare fick företaget sitt nuvarande namn. År 2017 blev Rev Group börsnoterad på New York Stock Exchange (NYSE).